# Bob Paris
Bob Paris, nome completo: Robert Clark Paris (Columbus, 14 dicembre 1959), è un culturista statunitense, vincitore del titolo di Mr. Universe nel 1983, e fotomodello, che fece coming out come gay nel numero del luglio 1989 della rivista di culturismo Ironman.
Fece molto scalpore negli USA il matrimonio simbolico che celebrò col modello di Playgirl Rod Jackson, per il quale cambiò il proprio cognome in Jackson-Paris per un breve periodo, salvo poi separarsi da Jackson nel 1996. La coppia è ritratta nel libro monografico Duo, che le ha dedicato Herb Ritts.

## Biografia
Bob Paris è cresciuto nell'Indiana, giocando a football al liceo. Fu lì che iniziò il sollevamento pesi, cosa che lo portò al culturismo professionale, nel quale eccelse, partecipando fra l'altro a cinque edizioni di Mister Olympia. Nel 1984, mentre si allenava in una palestra, incontrò Rod Jackson, e i due si innamorarono l'uno dell'altro. Dopo che Paris fece ufficialmente coming out, la coppia si impegnò nella battaglia per il matrimonio omosessuale e scrissero diversi libri sul tema, oltre a fare numerose apparizioni televisive e a concedere numerose interviste a periodici.
Nel 1996 i due si separarono. Nel dicembre dello stesso anno Bob concesse un'intervista senza reticenze, The other side of gay marriage (in italiano L'altro lato del matrimonio gay) al quindicinale gay The Advocate, parlando della sua separazione. Ancor oggi, Bob Paris continua ad essere un convinto sostenitore dei diritti gay, e a intervenire in pubblico sul tema. Vive alternativamente a Los Angeles, California, e nello stato di Washington.

### Libri scritti da Bob Paris
- Straight From The Heart
- Generation Queer: A Gay Man's Quest For Hope, Love & Justice
- Gorilla Suit: My Adventures in Bodybuilding
- Prime
- Beyond Built: Bob Paris' Guide to Achieving the Ultimate Look
- Flawless: The 10-Week Total Image Method for Transforming Your Physique
- Natural Fitness

### Libri su Bob Paris
- Duo, di Herb Ritts.
- Bob & Rod, di Tom Bianchi.